# エンネアデス
『エンネアデス』（希: Ἐννεάδες）は、新プラトン主義の創始者である3世紀の哲学者プロティノスの著作（論文）集。『エネアデス』とも。
プロティノスの死後に、弟子のポルピュリオスが遺稿を編纂したものであり、301年ごろに成立した。
9編の論文のまとまり（エンネアス）で1巻とし、全6巻で構成される。題名の『エンネアデス』もこの編纂形式に由来するものであり、「九編集」といった程度の意味。

## 構成
第1巻は主に倫理学と美学、第2巻と第3巻は自然学と宇宙論、第4巻は心理学（魂論）、第5巻と第6巻は形而上学・論理学・認識論の問題を扱っている。
第1巻
1. 命あるものとは何か、人間とは何か
2. 徳について
3. ディアレクティケー（愛知）について
4. 幸福について
5. 幸福は時間によって増大するか
6. 美について
7. 第一の善とその他の善について
8. 悪とは何か、そしてどこから生ずるのか
9. 自殺について

第2巻
1. 天について
2. 天の動きについて
3. 星は地上の出来事を引き起こすかどうかについて
4. 素材について
5. 可能的なものと現実的なものについて
6. 実態について、あるいは性質について
7. 通全融合について
8. 視覚について、または遠くのものが小さく見えるのはなぜか
9. グノーシス派に対して（誤った教えを駁する）

第3巻
1. 運命について
2. 神のはからいについて（前篇）
3. 神のはからいについて（後篇）
4. 我々を割り当てられた守護霊について
5. エロスについて
6. 非物体的なものの非受動性について
7. 永遠と時間について
8. 自然、観照、一者について
9. 種々の考察（覚え書き集）

第4巻
1. 魂の本質について（前篇）
2. 魂の本質について（後篇）
3. 魂の諸問題について（前篇）
4. 魂の諸問題について（中篇）
5. 魂の諸問題について（後篇）
6. 感覚と記憶について
7. 魂の不死について
8. 魂の肉体への降下について
9. 全ての魂は一体を成しているのか

第5巻
1. 三つの原理的なものについて
2. 第一者の後のものたちの生成と序列について
3. 認識する諸存在とそのかなたのものとについて
4. いかにして第一者から第一者の後のものが生じたか、および一者について
5. ヌースの対象はヌースの外にあるのではないこと、および善者について
6. 有のかなたのものは直知しないこと、および第一義的に直知するものは何か、そして第二義的に直知するものは何かということについて
7. 個物にもイデアがあるか否かについて
8. 直知される美について
9. ヌースとイデアと有について

第6巻
1. 有るものの類について（前篇）
2. 有るものの類について（中篇）
3. 有るものの類について（後篇）
4. 有るものは同一のものでありながら、同時に全体として至る所に存在するということについて（前篇）
5. 有るものは同一のものでありながら、同時に全体として至る所に存在するということについて（後篇）
6. 数について
7. いかにしてイデアの群が成立したか、および善者について
8. 一者の自由と意志について
9. 善なるもの一なるもの

## 日本語訳
- 『プロティノス全集』全4巻・別巻1、中央公論社、1986-1988年
田中美知太郎監修、弟子の水地宗明、田之頭安彦等による訳・注解
- 『世界の名著 続2 プロティノス　ポルピュリオス　プロクロス「神学綱要」』
田中美知太郎責任編集、中央公論社、1976年。普及版「世界の名著 15」中公バックス、1980年
- 『プロティノス　エネアデス（抄）Ⅰ・Ⅱ』中央公論新社〈中公クラシックス〉、2007年 
元版は上記「世界の名著」で、新書判での改訂再刊（Ⅰに山口義久解説）

〈Ⅰ〉は下記
- ポルピュリオス「プロティノス伝」
- 「善なるもの一なるもの」(田中)
- 「三つの原理的なものについて」(田中)
- 「幸福について」(田之頭)
- 「悪とは何か、そしてどこから生ずるのか」(田之頭)
- 「徳について」(田之頭)

〈Ⅱ〉は下記
- 「美について」(田之頭)
- 「エロスについて」(田之頭)
- 「自然、観照、一者について」(田之頭)
- 「英知的な美について」(水地)
- 「グノーシス派に対して」(水地)
- 「一なる者の自由と意志について」(水地)
- 『エネアデス』要約

- 『善なるもの一なるもの 他一篇』田中美知太郎訳、岩波文庫、1961年。復刊1986年・1997年ほか 
  - 「善なるもの一なるもの」
  - 「三つの原理的なものについて」
- 『プロティノス 「美について」』斎藤忍随、左近司祥子訳、講談社学術文庫、2009年